# Pohsanten
Pohsanten is een bestuurslaag in het regentschap Jembrana van de provincie Bali, Indonesië. Pohsanten telt 6359 inwoners (volkstelling 2010).